# Pistershausen
Pistershausen ist ein Wohnplatz in Oberodenthal in der Gemeinde Odenthal im Rheinisch-Bergischen Kreis.

## Lage und Beschreibung
Die Ortschaft liegt im Scherfbachtal südlich von Meutemühle.

## Geschichte
Die Topographia Ducatus Montani des Erich Philipp Ploennies, Blatt Amt Miselohe, belegt, dass der Wohnplatz 1715 als vier Höfe kategorisiert wurde und mit Pistershus bezeichnet wurde.
Carl Friedrich von Wiebeking benennt die Hofschaft auf seiner Charte des Herzogthums Berg 1789 nicht. Aus ihr geht hervor, dass Pistershausen zu dieser Zeit Teil von Oberodenthal in der Herrschaft Odenthal war.
Unter der französischen Verwaltung zwischen 1806 und 1813 wurde die Herrschaft aufgelöst und Pistershausen wurde politisch der Mairie Odenthal im Kanton Bensberg zugeordnet. 1816 wandelten die Preußen die Mairie zur Bürgermeisterei Odenthal im Kreis Mülheim am Rhein.
Der Ort ist auf der Topographischen Aufnahme der Rheinlande von 1824 und auf der Preußischen Uraufnahme von 1840 als Pistershausen verzeichnet. Ab der Preußischen Neuaufnahme von 1892 ist er auf Messtischblättern regelmäßig als Pistershausen oder ohne Namen verzeichnet.
| Jahr | Einwohner | Wohngebäude | Kategorie  |
| ---- | --------- | ----------- | ---------- |
| 1822 | 11        |             | Ackergüter |
| 1830 | 14        |             | Ackergut   |
| 1845 | 23        | 3           | Ackergüter |
| 1871 | 22        | 4           | Hofstelle  |
| 1885 | 22        | 5           | Wohnplatz  |
| 1895 | 19        | 5           | Wohnplatz  |
| 1905 | 26        | 4           | Wohnplatz  |